# Mortenson Lake National Wildlife Refuge
O Mortenson Lake Natural Wildlife Refuge (em português: Refúgio Natural da Vida Silvestre do Lago Mortenson) é um refúgio natural localizado no Condado de Albany no sudoeste de Laramie. Possui 7,18 km² e foi criado em 1993 para proteger o ameaçado sapo-de-wyoming e por isso é fechado a visitação. Os quatros principais lagos são associados a vários lagos de alta altitude, conhecidos como "Lagos da Planície Laramie". É organizado pela Arapaho National Wildlife Refuge, no Colorado e manejado pela U.S. Fish and Wildlife Service. O parque abriga o Lago Mortenson.